# Зотика
«Зотика» (англ. Zothique) — литературный цикл  произведений американского писателя ужасов Кларка Эштона Смита. Рассказы вошли в одноименный сборник под редакцией Лина Картера, впервые опубликованный Ballantine Adult Fantasy в июне 1970 года. Это был первый тематический сборник Смита. Ранее рассказы были опубликованы в различных фэнтезийных журналах 1930-х годов, особенно в «Weird Tales».

## Сборник
В книге собраны шестнадцать рассказов и одно стихотворение из цикла «Зотиак» Смита. События происходит на последнем континенте Земли в далеком будущем. Работы написаны между 1932 и 1951 годами. Большинство из них Смит написал на печатной бумаге в своем доме в Оберне, Калифорния.
- Вступление «О Зотике и Кларке Эштоне Смите: Когда мир стареет» (1970) Лин Картер
- «Зотика» (Zothique, поэма)
- «Цитра» (Xeethra, 1934)
- «Некромантия в Наате» (The Necromancy in Naat, 1936)
- «Империя некромантов» (The Empire of the Necromancers, 1932)
- «Повелитель крабов» (The Master of the Crabs, 1948)
- «Смерть Илалоты» (The Death of Ilalotha, 1937)
- «Прядильщик из склепа» (The Weaver in the Vault, 1934)
- «Колдовство Улюи» «The Witchcraft of Ulua» 1934)
- «Бог из Храма Смерти» «(The Charnel God, 1934)
- «Чёрный идол» (The Dark Eidolon, 1935)
- «Морфилла» (The Morthylla, 1953)
- «Чёрный аббат Патуума» «(The Black Abbot of Puthuum, 1936)
- «Пришелец из гробницы» «(The Tomb‑Spawn, 1934)
- «Последний иеролиф» (The Last Hieroglyph, 1935)
- «Остров мучителей» (The Isle of the Torturers, 1933)
- «Сад Адомфы» (The Garden of Adompha, 1938)
- «В Книге Вергамы» (In the Book of Vergama, 1934)
- Путешествие короля Юворана» (The Voyage of King Euvoran)
- Эпилог: «Последовательность рассказов Зотика» (1970) Лина Картера

## Окружение
Кларк Эштон Смит описал цикл «Зотика» в письме Л. Спрэгу де Кампу от 3 ноября 1953 года:
Зотика навеяна смутными теософскими теориями о прошлых и будущих континентах, и является последним обитаемым континентом на Земле. Континенты нашего нынешнего цикла затонули, возможно, несколько раз. Некоторые остались под водой; другие частично вспылили и перестроились. Зотика, насколько я понимаю, включает Малую Азию, Аравию, Персию, Индию, части Северной и Восточной Африки, и большую часть Индонезийского архипелага. Новая Австралия существует где-то южнее. На западе есть лишь несколько известных островов, таких как Наат, на которых проживают мрачные каннибалы. На севере расположены огромные неизведанные пустыни; на востоке — огромное неизведанное море. Народы в основном имеют арийское или семитское происхождение; но на северо-западе есть негритянское королевство (Илькар); а также темнокожие люди разбросаны по другим странам, главным образом в дворцовых гаремах. На южных островах сохранились остатки индонезийской или малайской расы. Наука и техника нашей нынешней цивилизации давно забыты вместе с религией. Люди поклоняются многим богам; а колдовство и демонизм снова преобладают, как в древние времена. Моряки используют весла и паруса. Огнестрельного оружия нет — только луки, стрелы, мечи, дротики и подобное. Основной разговорный язык (примеры которого я привел в неопубликованной работе) основан на индоевропейских корнях и сильно похож на смесь санскрита, греческого и латыни.
Даррелл Швейцер предполагает, что идея написать о стране далекого будущего, возможно, пришла из романа Уильяма Хоупа Ходжсона «Земля ночи», отмечая, что Смит был поклонником творчества Ходжсона. Однако эта теория была окончательно опровергнута Скоттом Коннером в научно-фантастическом журнале The Ghost Pirates.

## История
Историческую последовательность событий в Зотике невозможно точно определить, потому что ход событий скачкообразный. Королевства развиваются и разрушаются, континенты преображаются в кажущемся бесконечным цикле; и произошло ли конкретное событие до или после глобальных катастроф, на которых акцентируется внимание, часто является предметом догадок. Самым старым из королевств является Оссару, где правит король-волшебник, который вместе с внеземным монстром Ниотом Коргаем захватил половину Зотики. Само название этих земель давно забыто и ныне его населяют каннибалы Гории.
После Оссару возникла Империя Цинкор, которая просуществовала две тысячи лет, от ее первого императора, Гестайона, до Иллейро, последнего представителя династии Нимботов, правивших в Йетлиреоме. Народ Иллейро истребила чума и Цинкор был заброшен, пока Мматмуор и Содосма, некроманты Наата, не воскресили его народ в виде нежити. Эта империя мертвых собиралась завоевать северную землю Тинарат, но просуществовала лишь короткое время, прежде чем мертвые во главе с одним из Древних владык не свергли колдунов.
После династия Нимботов превратилась в новое королевство Тасуун, которое было основано королем Тнепризом со столицей в городе Чаон Гакка. Его преемником стало королевство Авайна, где правили короли Ахарнил и Агмени. После череды бедствий столицу переместили в город Мирааб, где правили короли Мандис и Арчейн. Пятьдесят девятый король Тасууна Фаморг превосходил всех жестокостью и роскошью, а его жена Луналия и дочь Улуа были известны колдовскими экспериментами. Во время его правления город Мирааб был разрушен землетрясением; тем не менее, после него правил его сын Мандор.
После появилась империя Ксилак, где правили императоры Калепп, Питаим и Зотулл. Последний умер от руки колдуна Намирры. Позже Ксилак был разрушен и на его руинах построили Уммаос, где жил астролог Нушаин.
Королевством Йорос правили многие цари, из которых самые известные Смарагад и Хоараф. Последним королем Йороса правил Фульбра, сын Альтата, во времена которого весь народ уничтожила чума под названием Серебряная смерть.

## География
Континент Зотика окружают моря с запада, юга и востока, а его северные границы не ясны.
Самыми северными известными королевствами являются Илькар (Ilcar) и Дуза Том (Dooza Thom). На севере находится пустыня Нут-Кеммор (Nooth-Kemmor). В рассказах часто появляются четыре великих королевства:  империя Ксилак (Xylac) и королевства Тасуун, Йорос, Устаим (Tasuun, Yoros, Ustaim). Отдельно стоит Зул-Бха-Сайр (Zul-Bha-Sair) — город-государство на юго-западе красных песков Целотийской пустоши (Celotian Waste), между Ксилаком и Тасууном.
Одним из самых древних было королевство императора Оссару (Ossaru). Его столица находится в пустынной местности недалеко от северо-восточной границы Йороса.
Цинкор (Cincor) — дом легендарной династии Нимботов со столицей в Йетлиреом.
Кализ (Calyz) — древнее королевство на восточном берегу Зотики, недалеко от Устаима. На протяжении тысячи лет его главным городом был Шатаир (Shathair).
На западе находится острова Ирибос (Iribos) и остров некромантов Наат (Naat).
На юге находится Индаское море, в котором расположены острова Синтром и Уккастрог (Cyntrom, Uccastrog). Последний известен как «Остров Мучителей».
На востоке находится островное королевство Сотар (Sotar) со столицей Лойте (Loithé). За ним находятся остров Тоск (Tosk), Юматот (Yumatot). Орнава (Ornava); а за ними разбросаны безымянные острова Илозианского моря (Ilozian Sea).

## Божества
Смит описывает в цикле «Зотика» божеств, похожих на древнегреческих богов: 
| Алила      | Alila        | Королева погибели и богиня всех беззаконий. Ей исполняли непристойные обряды в Тасууне.                                                                                                 |
| Басатан    | Basatan      | Бог морей. Масса щупалец Кракена, сжимающая драгоценный камень. Вокруг кружащийся призрачные плавники и волны. Дарует кольцо, что управляет ветрами. Известен под имени Басатан.        |
| Геол       | Geol         | Земельный бог. Его почитают в царстве Устаим, в столице Арамоама. Изображен в виде полулежащего на спине пузатого мужчины. Можно услышать его пророчества, исходящие из пупа идола.     |
| Илилот     | Ililot       | Богиня любви. «Заботящаяся о радости влюбленных». Изображена с луной между бровями. В Йоросе она «более тёмная богиня» с кровавыми поклонениями.                                        |
| Лунный Бог | The Moon-God | Его почитают в храм в Фарааде, столице Йорос. |
| Мордигиан  | Mordiggian   | Бог склепов. Клубящееся облако тьмы, гигантская тень и червеобразная туша. Его почитают в городе Зул-Бха-Сайр. Трупы являются его собственностью и попадают в храм, где он их пожирает. |
| Ожхал      | Ojhal        | Богиня целомудрия. Ей поклонялись в Илькаре. Священники Оджхала сформировали орден монахов, соблюдающих целомудрие.                                                                     |
| Тамогоргос | Thamogorgos  | «Повелитель бездны». Дьявол, к которому обращаются волшебники в городе Ксилак. Скачет в упряжке с лошадями столь гигантскими, что они могут копытами сравнять с землёй город.           |
| Тасайдон   | Thasaidon    | Главный из демонов: «черный бог зла», «архидьявол», «повелитель семи адов под землёй». Рыцарь с шипастой булавой; у него «темные рога». Восседает на «троне из вечно горящей меди».     |
| Вергама    | Vergama      | «Судьба». Всемогущий, правит небесами и землёй. Колоссальная «фигура в капюшоне и закутанной одежде», сидящая на мраморном троне.                                                       |
| Юкла       | Yukla        | «Бог смеха». Маленький и гротескный, благотворно влияет. Его алтари стоят на обочине дороги в Тасууне. Поклонника добивались его благосклонности, возливая вино на алтарь.              |
| Юлулун     | Yululun      | Божество, чье служение — охранять неприкосновенность гробниц. |

## Прием
Чарльз Н. Браун из Locus написал: «Смит никогда не писал одним словом, когда можно было написать абзац и, боюсь, я сдался после 20 страницы». 
Майкл Муркок написал: «Смит втиснул в короткий рассказ достаточно красочных описаний, чтобы составить среднего размера роман».
Л. Спрэг де Камп похвалил сборник и отметил «все шестнадцать историй Зотики, а также стихотворение мастера ужасов с искусной прозой о колдовских действиях на последнем континенте Земли».
Роберт А. В. Лаундс из «Bizarre Fantasy Tales» назвал сборник: «Лучшим ознакомлением с творчеством Кларка Эштона Смита, доступном в настоящее время».
Дуглас Менвилл из «Forgotten Fantasy» похвалил сборник как «один из лучших томов в превосходной серии фэнтези под редакцией Лина Картера. Это первый когда-либо опубликованный сборник работ Смита в мягкой обложке».
Синтия Уорд в «Sci Fi Weekly» писала, что «хотя это увлекательное и влиятельное место, заслуживающее внимание поклонников фэнтези и ужасов, Зотика, перефразируя Джеймса Брауна, представляет собой мир гетеросексуального белого мужчины».
Гаан Уилсон из журнала «The Magazine of Fantasy & Science Fiction» заметил: «Мистер Картер расположил эти захватывающе и мрачные рассказы в идеальном хронологическом порядке, так что, если хотите, эту книгу можно читать как роман».